# Palikol
Palikol: het huidige plaatsje Palakol of Palakollu, gelegen in het district West-Godavari in de Indiase deelstaat Andhra Pradesh.
Van zeventiende eeuw tot begin negentiende eeuw was hier een handelspost (comptoir) gelegen van de VOC. De Nederlandse gebouwen zijn waarschijnlijk kort na het verdrijven van de Nederlanders door de Britse Oost-Indische Compagnie afgebroken. De Nederlandse begraafplaats die gelegen was achter het in het centrum van Palakol gelegen tempelcomplex herinnerde nog lange tijd aan de aanwezigheid van de VOC ambtenaren in dit stukje India (de Coromandelkust). De grafstenen waren in elk geval rond 1900 nog aanwezig. Naar verluidt zijn de graven ergens in de jaren 90 van de vorige eeuw definitief verwijderd, waarna dit stukje grond in gebruik is genomen als vuilstort.